# Carlo Mauri

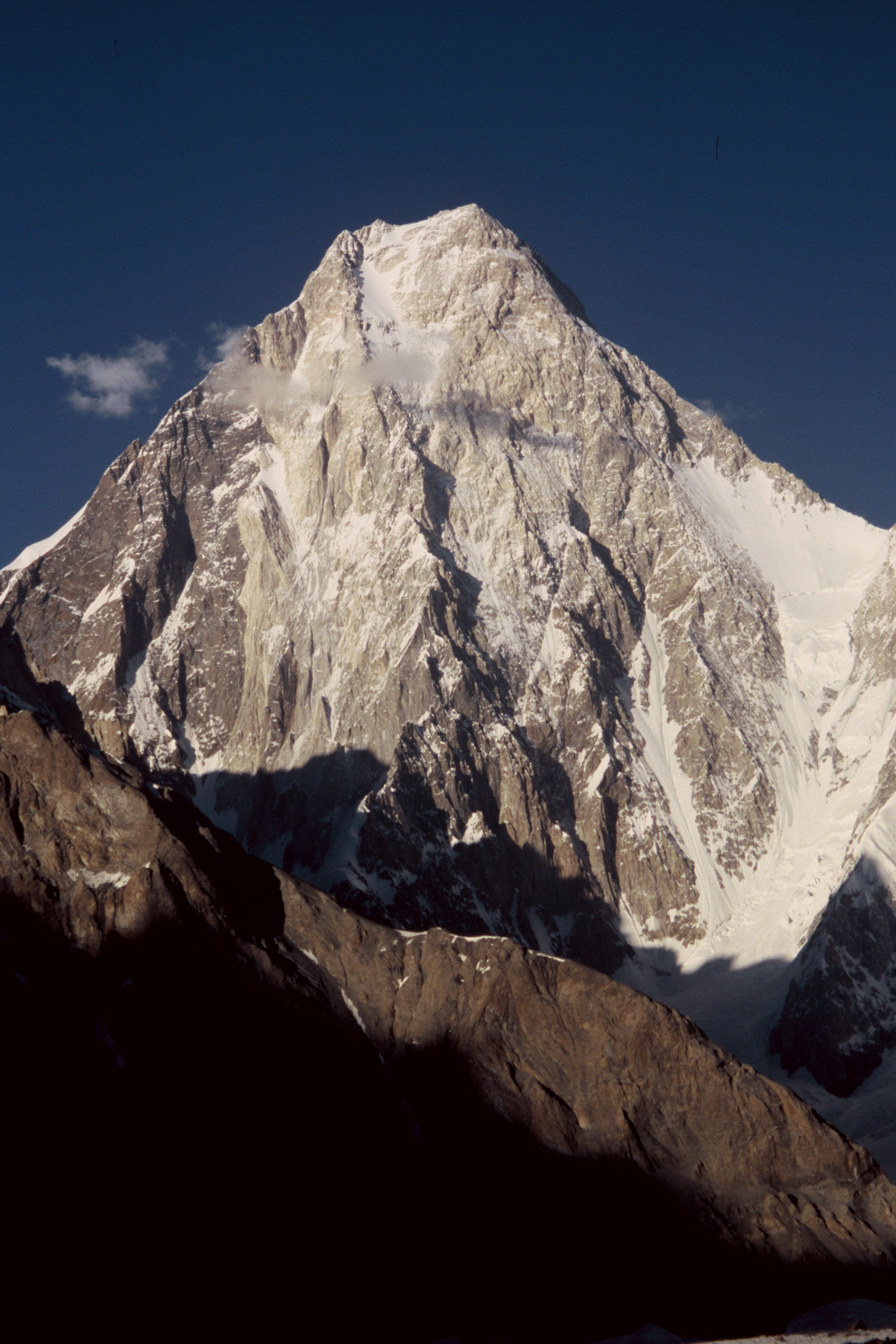
Gaszerbrum IV, zdobyty po raz pierwszy w 1958 przez Mauriego i Waltera Bonatti.

Carlo Mauri (ur. 12 maja 1930 w Lecco, zm. 31 maja 1982 w Lecco) – włoski wspinacz i podróżnik.
Zaczął się wspinać we włoskich Alpach. Dokonał między innymi pierwszego zimowego wejścia na Cima Grande di Lavaredo.
Rozpoczął później wspinaczkę za granicą. W 1956 r. zdobył Monte Sarmiento na Ziemi Ognistej a w 1958, jako członek wyprawy Riccardo Cassina w Karakorum, zdobył razem Bonattim po raz pierwszy Gaszerbrum IV.
W 1969 i 1970 r. był członkiem ekspedycji, którą dowodził Thor Heyerdahl. Przepłynęli Atlantyk w łodziach Ra I i Ra II zrobionych z papirusu. Później Mauri wziął udział w wielu wyprawach, między innymi śladami Marco Polo oraz po Patagonii i Dorzeczu Amazonki. W 1977 r. znowu spotkał się z Heyerdahlem podczas ekspedycji Tigris.
Zmarł w Lecco w 1982 r.